# Taavaakeijävrsuálui
Taavaakeijävrsuálui är en ö i Finland. Den ligger i sjön Syysjärvi och i kommunen Enare i den ekonomiska regionen Norra Lappland och landskapet Lappland, i den norra delen av landet, 1 000 km norr om huvudstaden Helsingfors. Öns area är 0,9 hektar och dess största längd är 260 meter i sydväst-nordöstlig riktning.